# Nacionalni park Kluane
Nacionalni park i rezervat Kluane (engleski: Kluane National Park and Reserve) je zaštićeno područje nacionalnog parka i prirodnog rezervatana krajnjem jugozapadu kanadske pokrajine Yukon. NP Kluane je osnovan 1972. godine i ima površinu od od 22.016 km² i cijelom svojom zapadnom stranom graniči s Wrangell-St. Elias u Aljaski (SAD), a južnom s PP Tatshenshini-Alsek (Britanska Kolumbija), s kojima je zajedno upisan na UNESCO-ov popis mjesta svjetske baštine u Sjevernoj Americi još 1979. godine jer se „u ovom području nalazi najveća ledenjačka kapa izvan polarnih krugova, te spektakularni vrhovi i ledenjaci koji su dom mnogim sivim medvjedima, sobovima i aljaskim ovcama (Ovis dalli)”.

## Odlike
Park čini 82% planinskog krajolika u kojemu se nalazi i najviša planina gorja Saint Elias, 5.959 m visoka planina Mount Logan. Neke od 105 zabilježenih vrsta ptica u parku su suri orao, bjeloglavi orao i polarna jarebica (Lagopus muta).
Park se nalazi unutar teritorija prvih naroda Champagne i Aishihik, te Kluane, male zajednice indijanaca koji imaju posebna prava lova i ribolova unutar parka.
Širom parka postoje brojne pješačke staze koje povezuju popularno kampovalište na jezeru Kathleen s jezerom St. Elias, potokom Shorty Creek, ledenjakom Rock Glacier i drugim znamenitostima parka. Popularan je i rafting na rijeci Alsek, te jahanje konja kroz prolaz Alsek, ali i ribolov na brojnim potocima u parku.
- Mount Logan
- Ledenjak i jezero Donjek
- Jezero Kathleen
- Potok Quill
- Ušče potoka Sugden u rijeku Alsek

## Vanjske poveznice
- Službene stranice parka  Arhivirana inačica izvorne stranice od 11. svibnja 2005. (Wayback Machine) (engl.)
- [neaktivna poveznica], National Film Board of Canada (engl.)
- Kluane National Park na phbase.com (engl.)
- Kratka povijest parka Waterton Lakes  Arhivirana inačica izvorne stranice od 18. veljače 2012. (Wayback Machine) (engl.)

|  | Zajednički poslužitelj ima još gradiva o temi Kluane National Park |